# Högmyrtjärnen
Högmyrtjärnen är en sjö i Strömsunds kommun i Jämtland och ingår i Ångermanälvens huvudavrinningsområde. Sjön har en area på 0,0705 kvadratkilometer och ligger 434,9 meter över havet.

## Delavrinningsområde
Högmyrtjärnen ingår i det delavrinningsområde (712254-145954) som SMHI kallar för Mynnar i Byvattenån. Medelhöjden är 476 meter över havet och ytan är 2,76 kvadratkilometer. Räknas de 3 avrinningsområdena uppströms in blir den ackumulerade arean 8,71 kvadratkilometer. Vattendraget som avvattnar avrinningsområdet har biflödesordning 5, vilket innebär att vattnet flödar genom totalt 5 vattendrag innan det når havet efter 268 kilometer. Avrinningsområdet består mestadels av skog (81 procent). Avrinningsområdet har 0,07 kvadratkilometer vattenytor vilket ger det en sjöprocent på 2,4 procent.